# Arhitectura în România

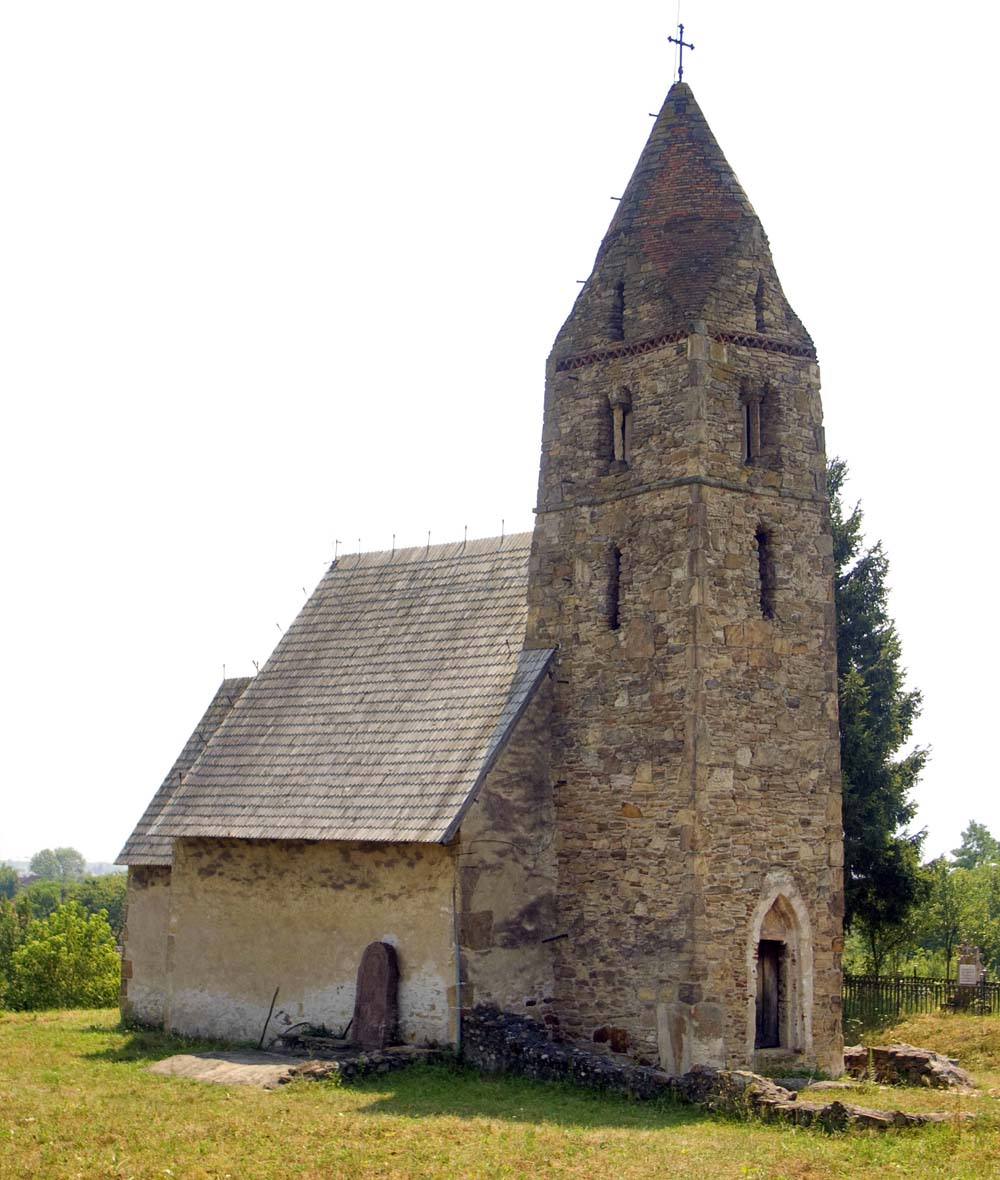
Biserica din Strei, Hunedoara (sec. al XIII-lea)

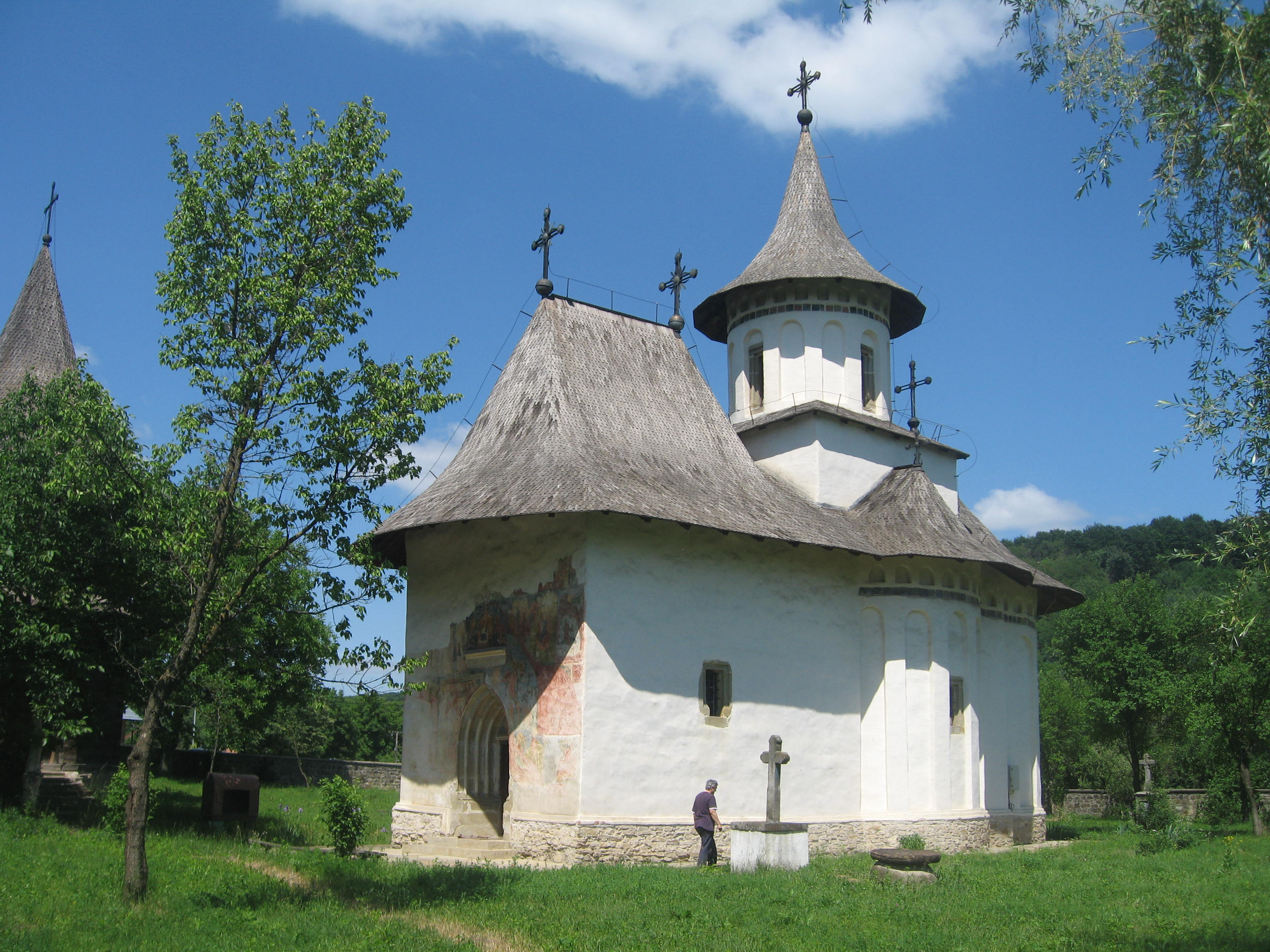
Biserica din Pătrăuți, Suceava (1487)

Arhitectura în România prezintă aspecte diferențiate pentru fiecare provincie istorică în parte.

## Țara Românească
În Țara Românească începuturile arhitecturii se caracterizează prin adoptarea unor tehnici de construcție și a unor tipuri planimetrice de origine bizantină. Existența la Niculițel a unei bazilici bizantine, cu fațadele decorate cu înalte arcaturi (sec. XII-XIII) a contribuit la precizarea raporturilor artistice cu Bizanțul în epoca de cristalizare a Țării Românești. Cele mai vechi monumente păstrate datează din sec. al XIV-lea, când, în timpul primilor Basarabi, s-au dezvoltat curțile domnești de la Câmpulung și Curtea de Argeș. În acea perioadă au fost înălțate cetățile de refugiu și de pază de la Poenari, Cetățeni și Rucăr.

## Moldova
În Moldova este cert că în sec. al XIV-lea au existat curți întărite în principalele orașe de reședință: Baia, Rădăuți, Siret și Suceava. În epoca lui Petru Mușat au fost puse bazele unui sistem defensiv bine organizat, cu cetăți de piatră la Suceava și Neamț. Cele mai vechi biserici de zid din Moldova sunt Biserica Sf. Nicolae din Rădăuți (1359) și Biserica Sf. Treime din Siret (după 1374).

## Transilvania și Banat

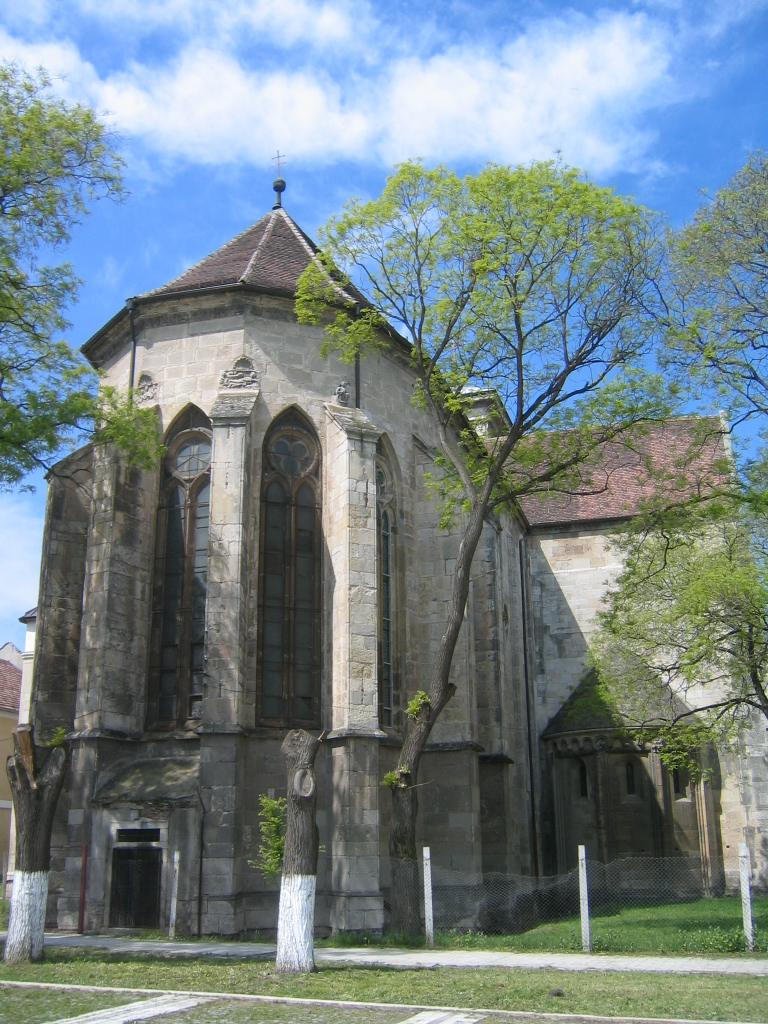
Catedrala Sfântul Mihail din Alba Iulia

În Transilvania și Banat începuturile unei arhitecturi de tip feudal datează din secolele X-XI, concretizate în cetățile de la Biharia și Satu Mare, precum și cele de la Cenad, Cluj și Făgăraș. La sfârșitul secolului al XI-lea a fost construită la Alba Iulia o primă catedrală, sub forma unei bazilici romanice cu trei nave.
Cele mai vechi biserici păstrate din acea epocă sunt Bazilica de piatră de la Cisnădioara, precum și bazilicile de la Cisnădie, Ocna Sibiului, Chirpăr etc., toate de factură romanică.
Cele mai vechi biserici ortodoxe sunt monumente din sec. XII-XIII, precum Biserica din Streisângiorgiu, Biserica din Densuș, cele din Gurasada, Sântămărie-Orlea, Strei, care vădesc confluența dintre arhitectura balcanică și cea romanico-gotică.